# Lingua sicana
La lingua sicana è una lingua estinta, parlata dal popolo dei Sicani in Sicilia nel I millennio a.C.

## Distribuzione geografica
Il sicano veniva parlato nell'isola di Sicilia. Inizialmente esteso a tutta l'isola, in epoca successiva alla venuta dei Siculi si restrinse in quella zona della Sicilia compresa tra l'Himera e l'Halykos che costituì la Sicania classica.

### Corpusdi iscrizioni sicane
Alla lingua sicana appartengono dei graffiti rinvenuti sulla montagna di Marzo, nel territorio di Piazza Armerina e alcune tavolette, talora in caratteri greci, rinvenute nel resto dell'area sicana, tra cui quella di montagna dei Cavalli (identificata con l'antica Hippana), nel territorio di Prizzi.
In totale, i testi sicani sono solamente 6: 4 testi brevi e 2 di una certa consistenza rinvenuti a Montagna di Marzo, di cui un'iscrizione su un'anfora a decorazione geometrica.

## Storia
Alcune brevi iscrizioni che utilizzano l' alfabeto greco sono state trovate nella lingua sicana estinta. Fatta eccezione per i nomi, non sono stati tradotti e la lingua non è classificata per mancanza di dati. Suffissi ricorrenti come - ina , - ana , - ara , - ssus e - ssa si trovano spesso nei toponimi sicani (es. Camarina, Telmissus e Cimissa), e si propongono quindi come buon punto di partenza per identificare le città sicane. Alla tendenza di ritenere sicano tutto ciò che si mostra chiaramente come preindoeuropeo, si contrappone l'ipotesi per cui i Sicani rappresentassero uno strato di invasori indoeuropei più recenti dei Siculi.
La tesi per cui la toponomastica indicherebbe una certa connessione tra i Sicani e i Liguri (ad esempio, a Segesta corrisponderebbe Segesta Tigulliorum, l'odierna Sestri Levante; a Erice, il ligure portus Erycis, Lerici; a Entella l'omonimo fiume della Liguria) sarebbe piuttosto labile, in quanto gli accostamenti avanzati sarebbero spiegabili altrimenti e non mostrerebbero nulla sulla lingua sicana e su un suo eventuale rapporto con il ligure.